# 希爾斯伯勒城堡

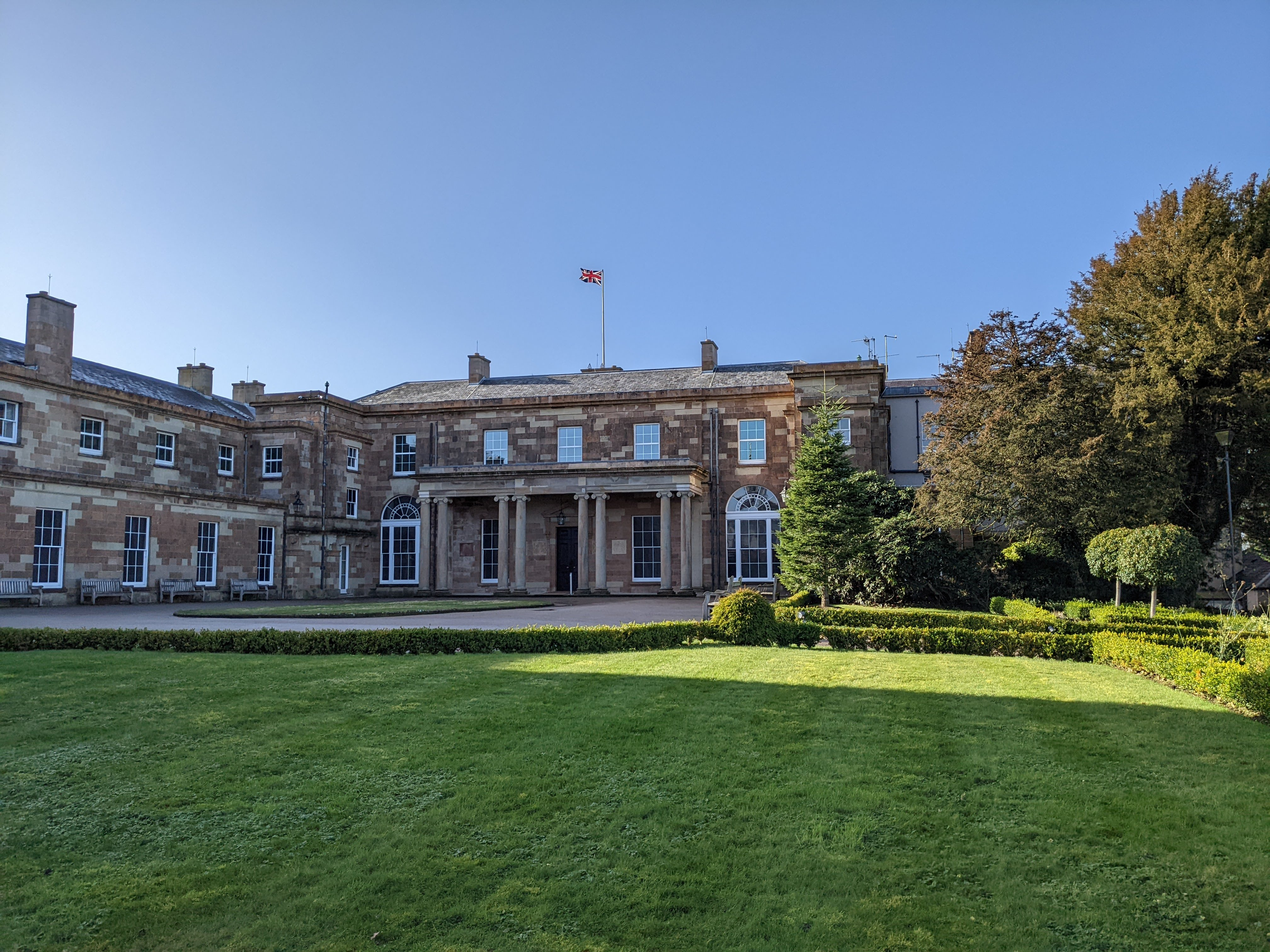
希爾斯伯勒城堡

希爾斯伯勒城堡（Hillsborough Castle）是英國政府在北愛爾蘭唐郡的一處建築。該建築既是北愛爾蘭事務大臣的官邸，亦是英國王室在北愛爾蘭的宮殿（北愛爾蘭王宮）。在1924年至1973年，這裡是北愛爾蘭總督的官邸。

## 外部連結
- Historic Royal Palaces - Hillsborough Castle （页面存档备份，存于）
- Hillsborough Castle – Northern Ireland Office website （页面存档备份，存于）